# Фёдоровский сквер
Фёдоровский сквер — сквер Санкт-Петербурга, находящийся во Фрунзенском районе между Дунайским проспектом, Бухарестской улицей, улицей Ярослава Гашека и Загребским бульваром в историческом районе Купчино. Площадь сквера составляет 10,04 га.

## Название
Название было присвоено постановлением правительства Санкт-Петербурга №968 от 28 ноября 2017 года в честь офтальмолога Святослава Фёдорова. При этом было нарушено требование о наличии связи лица, в честь которого присваивается наименование, с Санкт-Петербургом: рядом со сквером на улице Ярослава Гашека расположен филиал клиники «Микрохирургия глаза» имени академика С. Н. Фёдорова, но сам Фёдоров при этом отношения к Санкт-Петербургу не имел.

## История
До 1971 года южнее реки Волковки находилась Купчинская свалка. 26 июля 1971 года Ленинградским городским Советом депутатов трудящихся было принято решение о закрытии свалки и её рекультивации — впоследствии на этом месте образовалась зелёная зона, проходящая вдоль Загребского бульвара. От вывоза грунта из котлованов строящихся неподалеку домов между Дунайским проспектом, Бухарестской улицей, улицей Ярослава Гашека и Загребским бульваром образовался холм, по неустановленным причинам иногда называемый «Холмом Славы». В 2017 году фактически представляющей собой пустырь зелёной зоне вокруг холма было присвоено название «Фёдоровский сквер». В 2019 году к востоку от сквера была открыта станция метро «Дунайская». В 2021 году по результатам проводившегося в рамках федерального проекта «Формирование комфортной городской среды» голосования жителей Фёдоровский сквер занял 4 место среди 22 зелёных зон Санкт-Петербурга и вошёл в число 6 победителей, проектирование благоустройства которых будет начато в 2022 году. В июне 2021 года в юго-восточном углу сквера был установлен закладной камень с цитатой из книги Антуана де Сент-Экзюпери «Маленький принц». В июле 2022 года в течение 10 дней был проведён ландшафтный хакатон с участием королев «Миссис Фрунзенский район» для разработки идей благоустройства Фëдоровского сквера. В августе 2023 года было объявлено о начале работ по благоустройству сквера в рамках программы «Формирование комфортной городской среды». В декабре 2023 года проект благоустройства Фëдоровского сквера занял первое место в номинации «Лучший нереализованный проект общественного пространства площадью более 5 га» на XIV Российской национальной премии по ландшафтной архитектуре. Летом 2024 года выполнение работ по благоустройству сквера фактически было прекращено; по мнению местных жителей, это могло быть вызвано тем, что при составлении проекта не было учтено, что в сквере под небольшим слоем земли располагаются отходы – мусор бывшей свалки. В ноябре 2024 года заместитель председателя комитета по благоустройству Санкт-Петербурга Лариса Канунникова сообщила, что работы были остановлены из-за того, что в ходе проектирования не было выявлено, что под верхним слоем земли имеется свалка, но позже был разработан новый проект, который учитывает вывоз этой свалки. В ноябре 2024 года было замечено, что работы активизировались, в пресс-службе администрации Фрунзенского района сообщили, что весь мусор вывезен, а обустройство сквера идет по изначальному плану, по факту в сквере по-прежнему наблюдались груды мусора. В конце ноября 2024 года администрацией Фрунзенского района была названа дата завершения работ – август 2025 года.

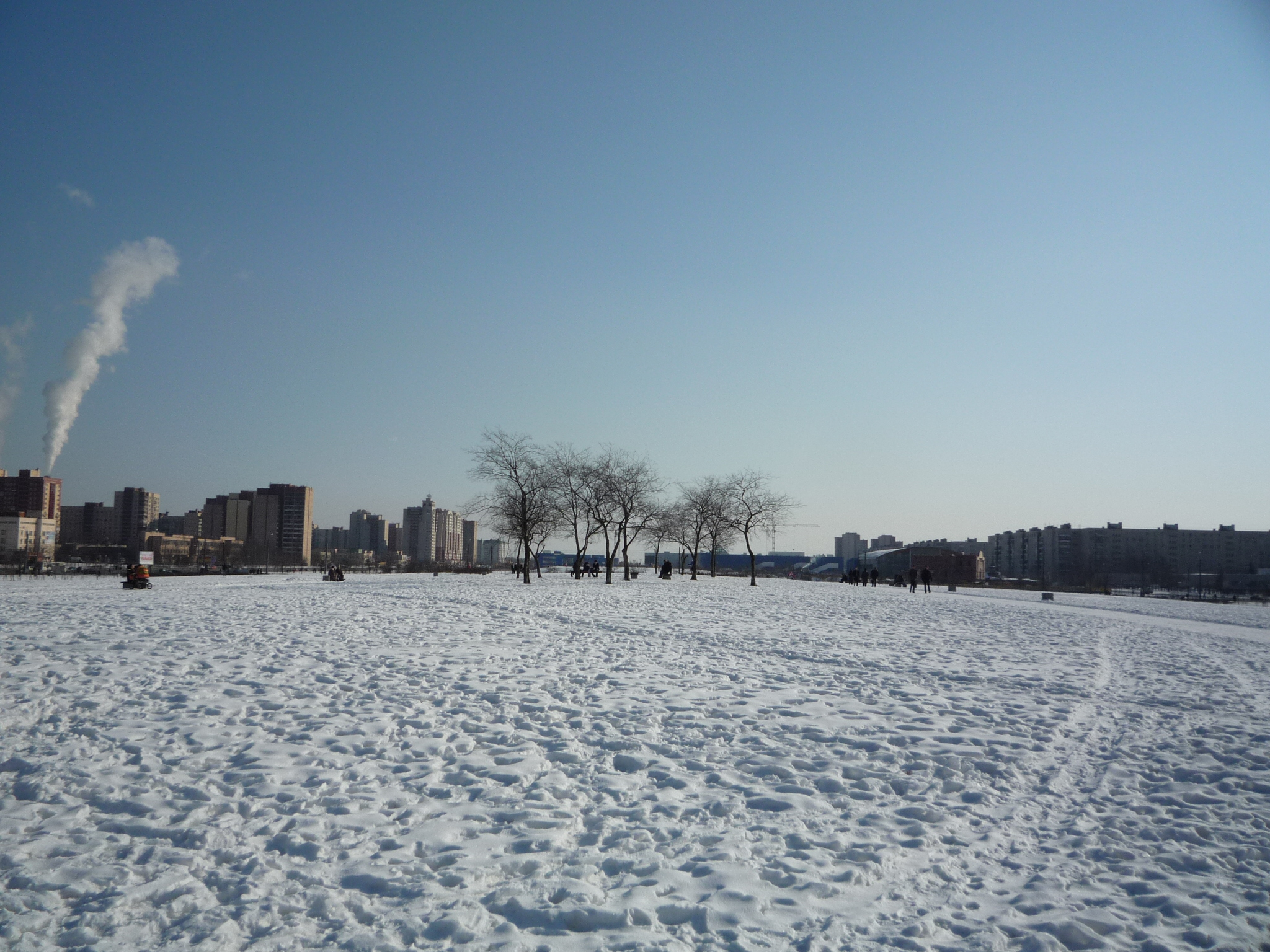
Холм зимой 2009 года
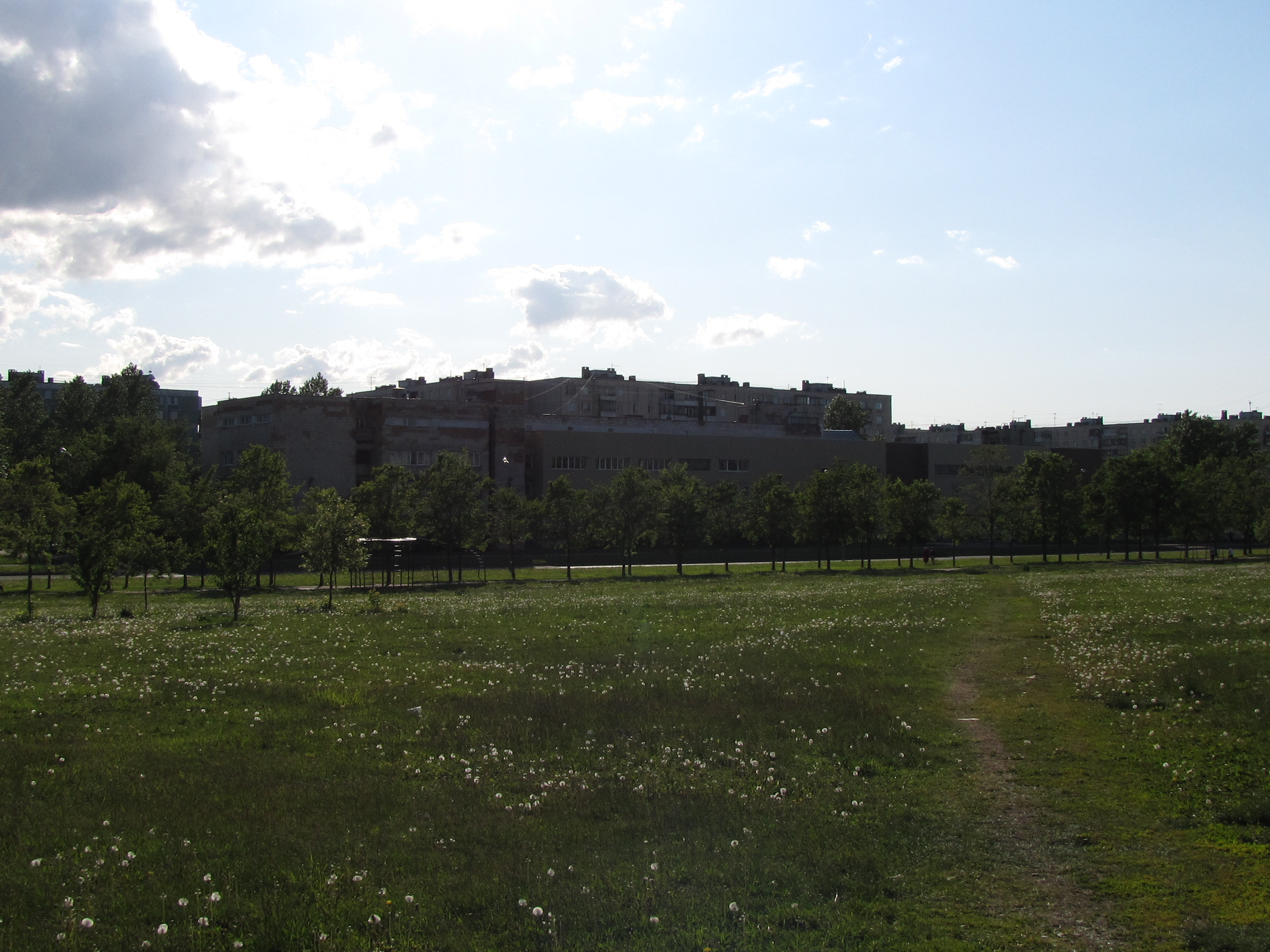
Фёдоровский сквер в 2012 году
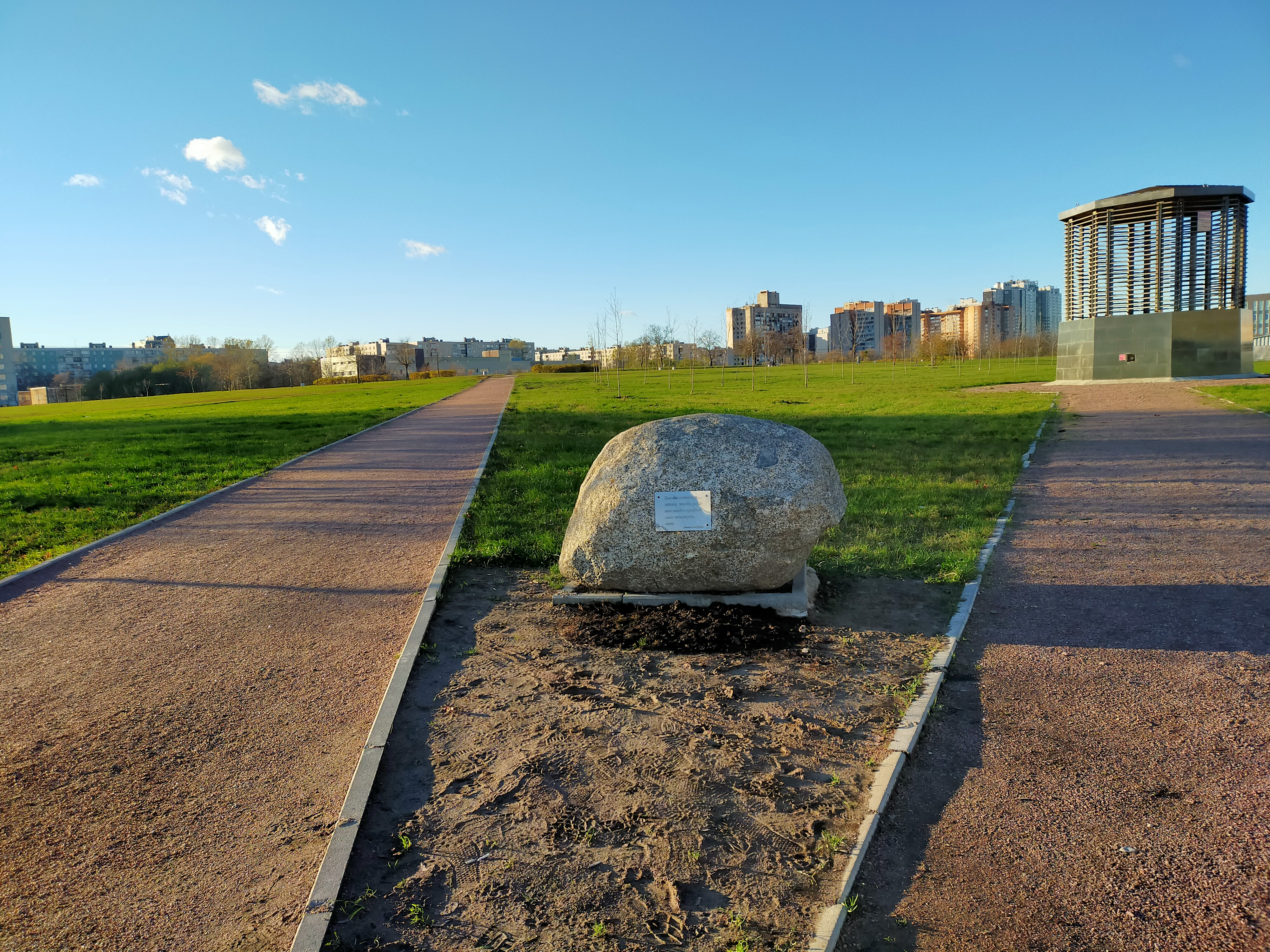
Камень с цитатой из книги Антуана де Сент-Экзюпери «Маленький принц» в 2022 году.
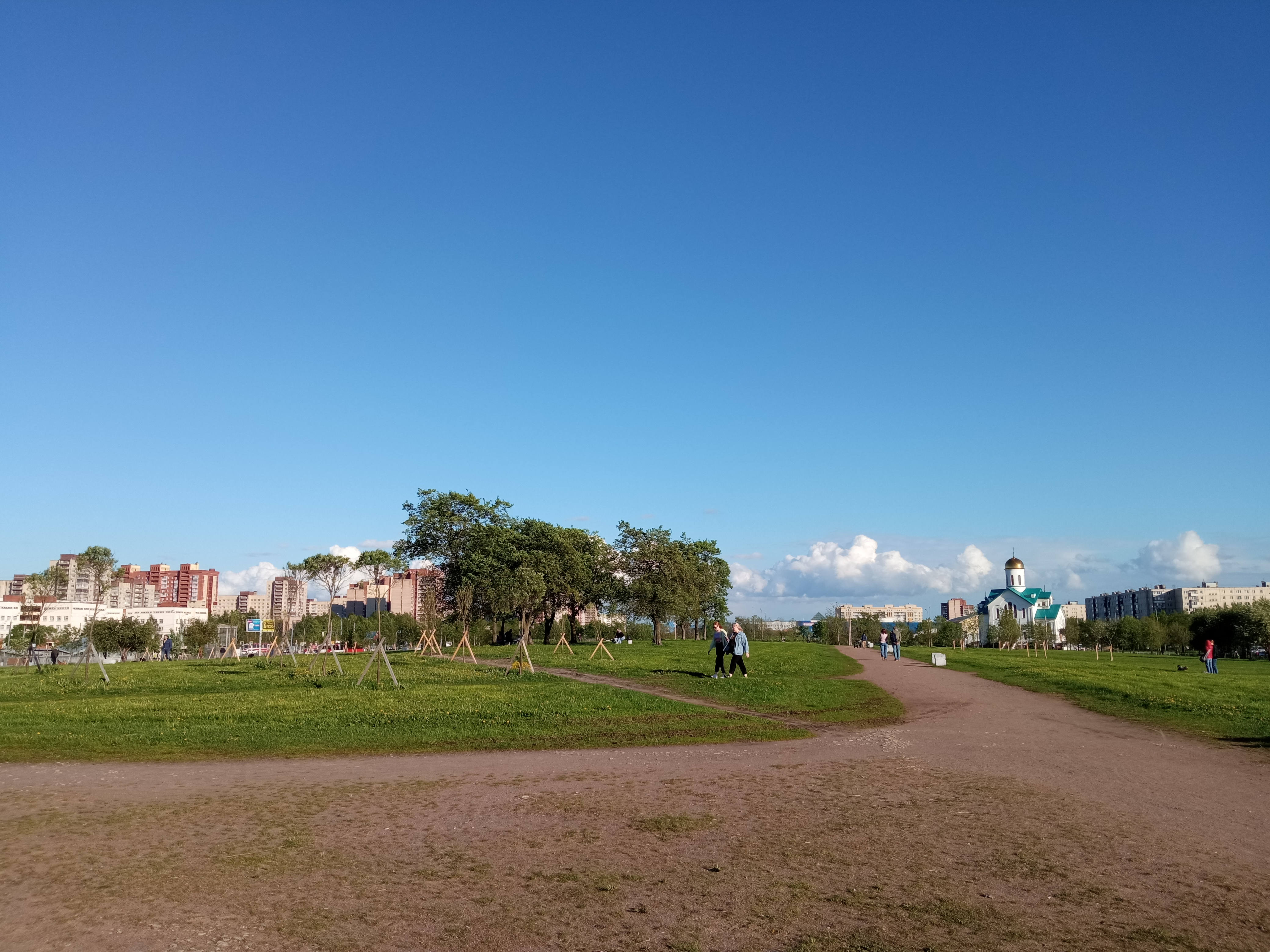
Холм в сквере весной 2023 года
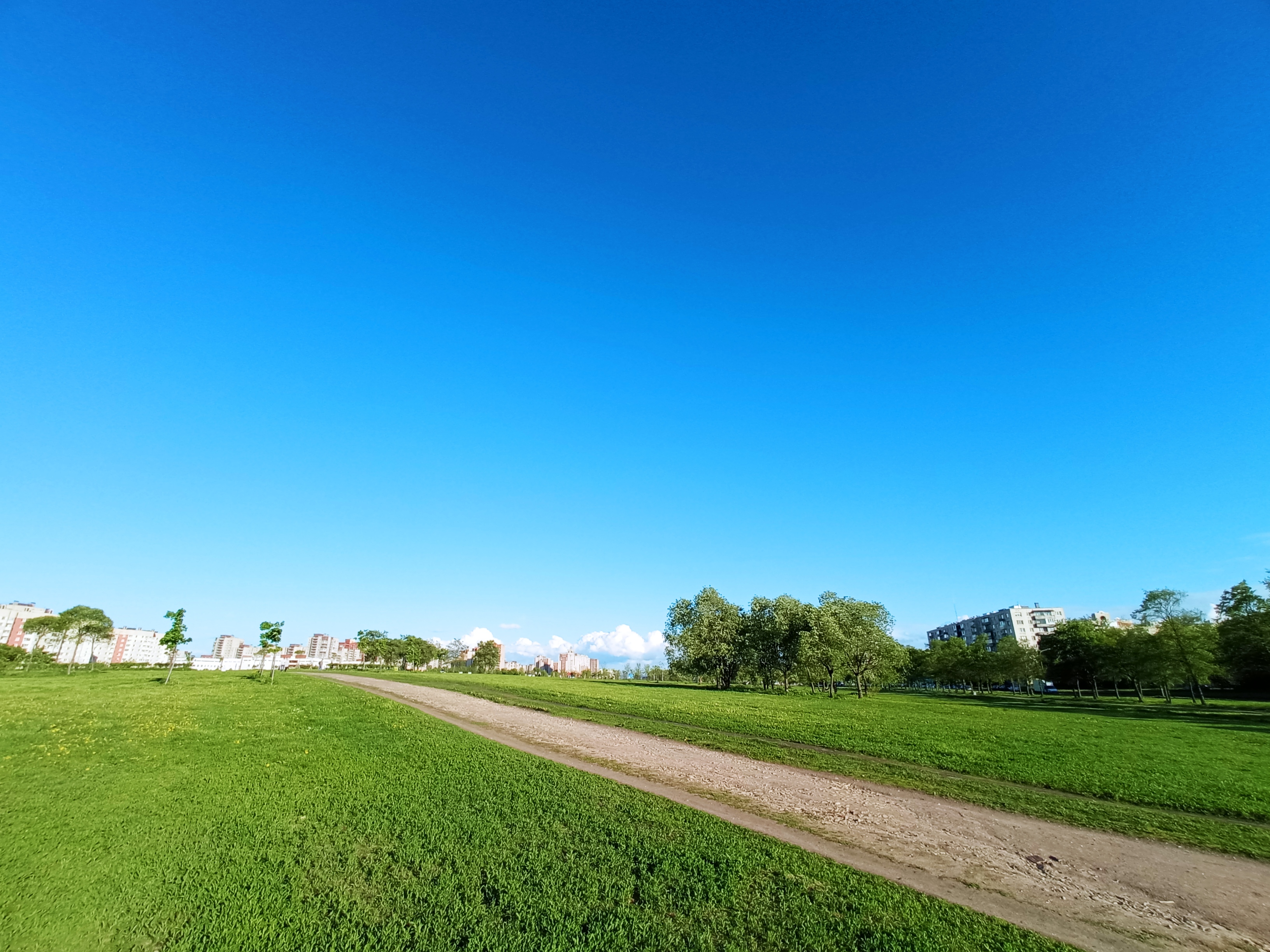
Фёдоровский сквер весной 2023 года
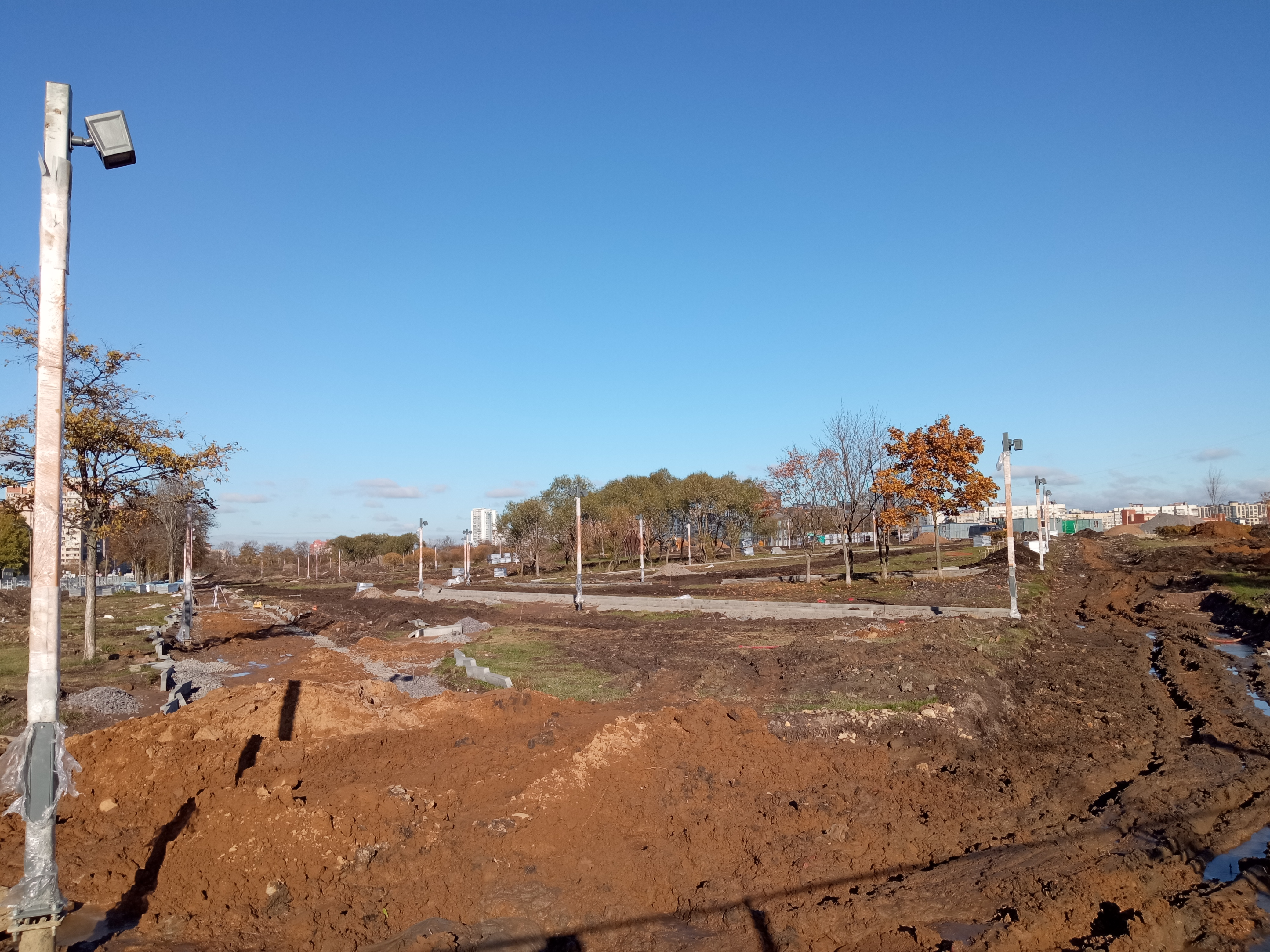
Работы по реконструкции осенью 2023 года
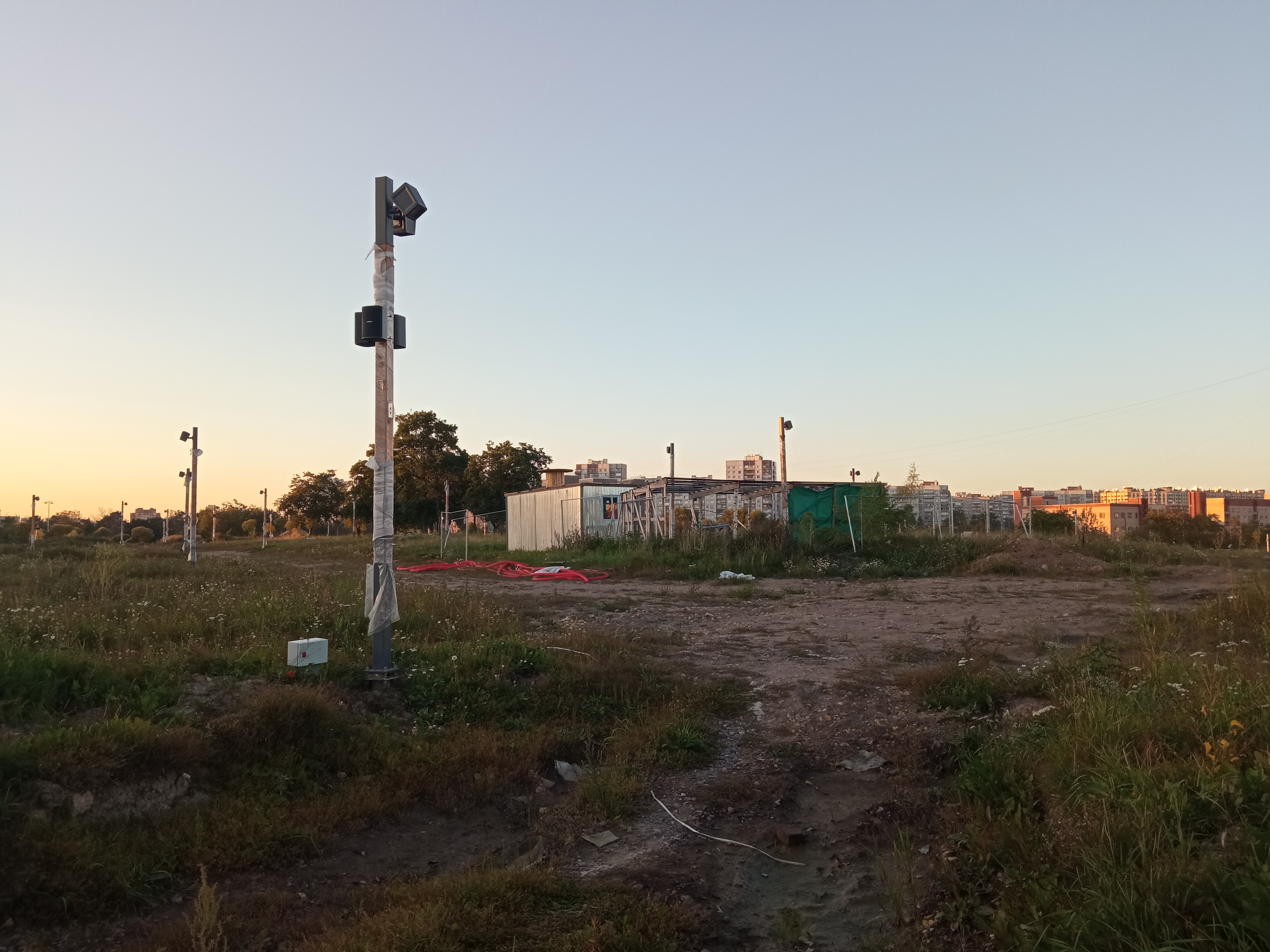
Холм осенью 2024 года